# Machynlleth
Machynlleth is een plaats in het Welshe graafschap Powys.

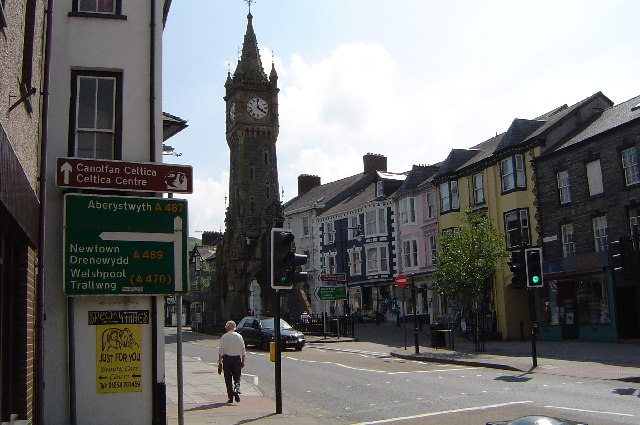
Klokkentoren in Machynlleth

Machynlleth telt 2147 inwoners.